# Новомарково (Донецкая область)
Новомарково (укр. Новомаркове) — село в Константиновской городской общине Краматорского района Донецкой области Украины.

## Общие сведения
Население по переписи 2001 года составляло 63 человека. Почтовый индекс — 85132. Телефонный код — 6272.